# Chennai Open 1999 - Qualificazioni doppio
Le qualificazioni del doppio  del Chennai Open 1999 sono state un torneo di tennis preliminare per accedere alla fase finale della manifestazione. I vincitori dell'ultimo turno sono entrati di diritto nel tabellone principale. In caso di ritiro di uno o più giocatori aventi diritto a questi sono subentrati i lucky loser, ossia i giocatori che hanno perso nell'ultimo turno ma che avevano una classifica più alta rispetto agli altri partecipanti che avevano comunque perso nel turno finale.
Le qualificazioni del doppio del torneo Chennai Open 1999 prevedevano 4 coppie partecipanti di cui una è entrata nel tabellone principale.

## Teste di serie
1. Petr Pála /  Damien Roberts (primo turno)

1. Barry Cowan /  Wesley Whitehouse (Qualificati)

## Qualificati
1. Barry Cowan  /   Wesley Whitehouse

## Tabellone

### Legenda
| - Q = Qualificato - WC = Wild card - LL = Lucky loser | - ALT = Alternate - SE = Special Exempt - PR = Protected Ranking | - w/o = Walkover - r = Ritirato - d = Squalificato |

|  | Primo turno | Primo turno                       | Primo turno                       | Primo turno | Primo turno |  |  | Ultimo turno | Ultimo turno                  | Ultimo turno                  | Ultimo turno                  | Ultimo turno |  |
|  |             |                                   |                                   |             |             |  |  |              |                               |                               |                               |              |  |
|  |             | Noam Behr Grégory Carraz          | Noam Behr Grégory Carraz          | 6           | 7           |  |  |              |                               |                               |                               |              |  |
|  | 1           | Petr Pála Damien Roberts          | Petr Pála Damien Roberts          | 4           | 5           |  |  |              | Noam Behr Grégory Carraz      | Noam Behr Grégory Carraz      | Noam Behr Grégory Carraz      |              |  |
|  | 2           | Barry Cowan Wesley Whitehouse     | Barry Cowan Wesley Whitehouse     | 6           | 6           |  |  | 2            | Barry Cowan Wesley Whitehouse | Barry Cowan Wesley Whitehouse | Barry Cowan Wesley Whitehouse | W-O          |  |
|  |             | Lars Burgsmüller Rainer Schüttler | Lars Burgsmüller Rainer Schüttler | 4           | 1           |  |  |              |                               |                               |                               |              |  |